# HMSH
HMSH (Sportvereniging Houdt Moedig Stand haag) is een amateurvoetbalvereniging uit Den Haag, Zuid-Holland, Nederland.

## Algemeen
De vereniging werd op 1 juli 1940 opgericht. De thuiswedstrijden worden op de eigen velden op “Sportpark Escamp II” in de wijk Bouwlust gespeeld.

## Standaardelftal
Het standaardelftal speelt in het seizoen 2024/25 in de Vierde klasse van het KNVB-district West-II.

### Competitieresultaten 1963–heden
Tot en met 2022 speelde HMSH met haar eerste elftal op zondag. In 2022 hebben zij horizontaal de overstap gemaakt naar de zaterdag.
| 1 4E |

| 12 3C |

| 6 4D |

| 1 4D |

| 9 3B |

| 4 3A |

| 12 3A |

| 7 4B |

| 5 4D |

| 8 4C |

| 3 4C |

| 5 4B |

| 3 4D |

| 7 4B |

| 1 4D |

| 8 3A |

| 6 3C |

| 5 3B |

| 5 3B |

| 5 3B |

| 7 3A |

| 1 3B |

| 8 2A |

| 1 2A |

| 6 1B |

| 3 1B |

| 9 1B |

| 10 1B |

| 8 1B |

| 11 1B |

| 2 2A |

| 1 2A |

| 8 1B |

| 12 1B |

| 2 2C |

| 3 2C |

| 4 1B |

| 7 1B |

| 11 1B |

| 3 2D |

| 9 2D |

| 10 2C |

| 7 3C |

| 3 3C |

| 4 3A |

| 1 3C |

| 8 2C |

| 10 2C |

| 4 2C |

| 6 2C |

| 1 2C |

| 10 1B |

| 14 1B |

|  |

|  |

| 3 4A |

| 2 HB 4 Q3 |

| 14* 2C |

| 13* 2C |

| 10 2D |

| 14 2E |

| 12 3B |

| - 4 |

- = Dit seizoen werd stopgezet vanwege de uitbraak van het coronavirus. Er werd voor dit seizoen geen officiële eindstand vastgesteld.

| Tweede divisie | Derde divisie | Vierde divisie | Eerste klasse |
| Tweede klasse  | Derde klasse  | Vierde klasse  | Vijfde klasse |

### Competitieresultaten 2002–2022 (zaterdag)
Tot en met 2022 speelde HMSH met haar hoogst spelende eerste elftal op zondag. In 2022 hebben zij horizontaal de overstap gemaakt naar de zaterdag en werd het elftal op zaterdag samengevoegd met de zondagtak.
| 7 5B |

| 3 5C |

| 12 5C |

| 14 5C |

| 6 5A |

| 1 5C |

| 9 4C |

| 11 4A |

|  |

|  |

| 11 4C |

|  |

|  |

|  |

| 12* 4C |

| 10* 4E |

| 14 4E |

- = Dit seizoen werd stopgezet vanwege de uitbraak van het coronavirus. Er werd voor dit seizoen geen officiële eindstand vastgesteld.

| Tweede divisie | Derde divisie | Vierde divisie | Eerste klasse |
| Tweede klasse  | Derde klasse  | Vierde klasse  | Vijfde klasse |

### Erelijst (zondag)
kampioen Tweede klasse: 1986, 1994, 2013
kampioen Derde klasse: 1984, 2008
kampioen Vierde klasse: 1963, 1966, 1977
kampioen HVB: 1943 (4e klasse), 1947 (3e klasse), 1948 (2e klasse), 1962 (1e klasse)

### Erelijst zaterdag
kampioen Vijfde klasse: 2007
ADO Den Haag · VV BMT · RVC Celeritas · SV Die Haghe · Duindorp SV · HSV DUNO · SV Erasmus · HSV Escamp · RKSV GDA · GSC ESDO · VV Haagse Hout · SV Houtwijk · HBS-Craeyenhout · VV HDV · HMSH · HPSV · Koninklijke HVV · VV KSD-Marine · HVV Laakkwartier · SV Loosduinen · SV Madestein · HVV ODB · PGS/VOGEL · Quick Steps · Hvv RAS · SC REMO · SCSV De Ster · HV & CV Quick · SVV Scheveningen · SVC '08 · VV SVH · TAC '90 · SSV Toofan · VCS · VUC · Wanica Star · SV Wateringse Veld Kranenburg · HVV Te Werve · VV WIK · SV Zuid West DH